# Banteay Samré

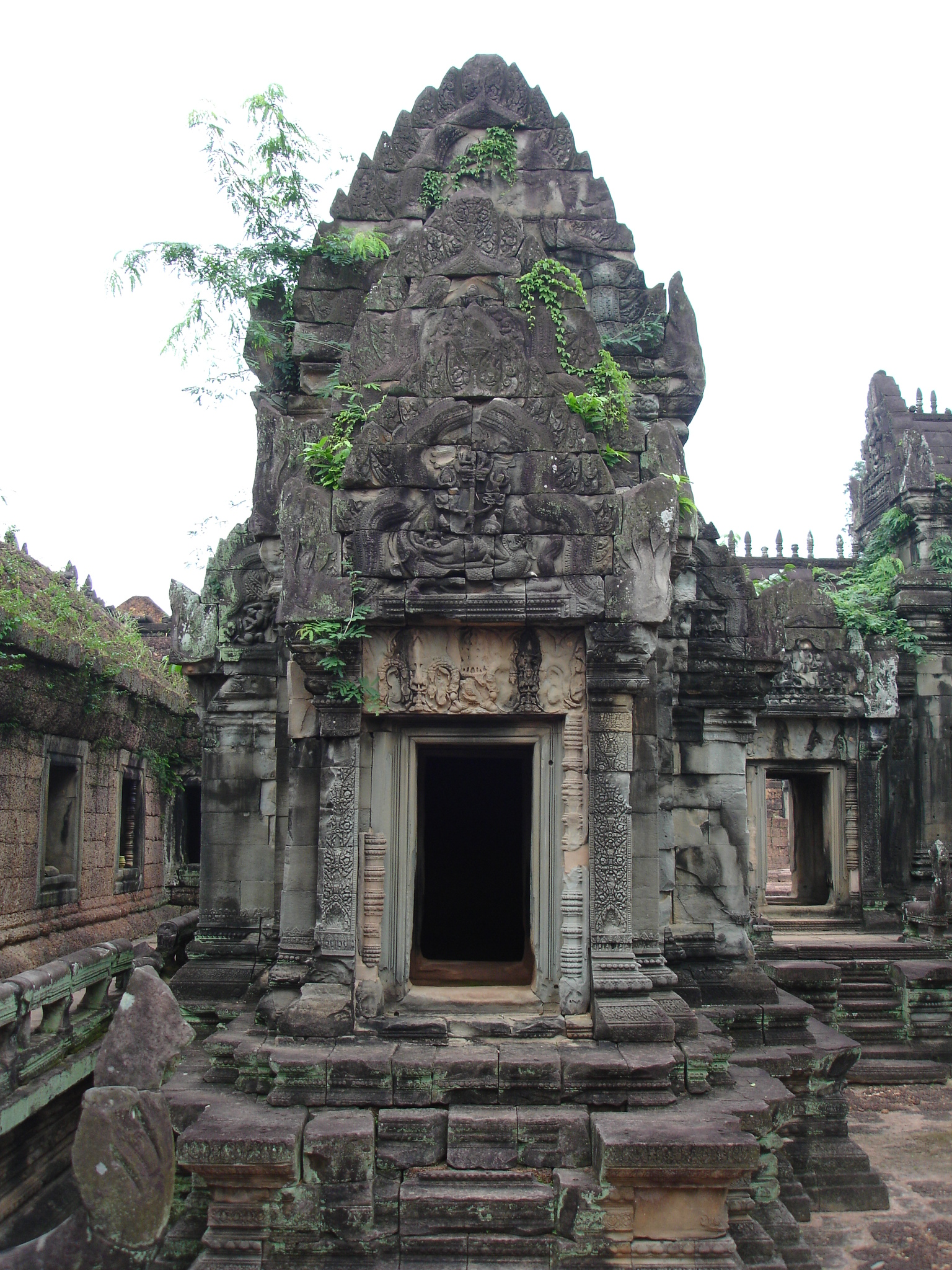
Jedna z wież świątyni

Banteay Samré (khm. ប្រាសាទបន្ទាយសំរែ) – świątynia khmerska w Angkor, w Kambodży. Nazwa świątyni oznacza w języku khmerskim „fortecę Samré” (Samré to lokalne plemię).
Wybudowana w XII wieku przez Surjawarmana II i Jaszowarmana II.
W latach 70. Czerwoni Khmerzy przekształcili świątynię w kompleks karny.

## Literatura dodatkowa
- Michael Freeman, Claude Jacques: Ancient Angkor. Bangkok: River Books, 1999. ISBN 974-8225-27-5. (ang.). Brak numerów stron w książce
- Luca Invernizzi Tettoni, Thierry Zéphir: Angkor. A Tour of the Monuments. Singapur: Archipelago Press, 2004. ISBN 981-4068-73-X. (ang.). Brak numerów stron w książce